# Ramirezella
Ramirezella es un género de plantas con flores con 14 especies perteneciente a la familia Fabaceae.

## Especies
- Ramirezella buseri
- Ramirezella calcoma
- Ramirezella crassa
- Ramirezella glabrata
- Ramirezella lozanii'
- Ramirezella micrantha
- Ramirezella nitida
- Ramirezella occidentalis
- Ramirezella ornata
- Ramirezella penduliflora
- Ramirezella pringlei
- Ramirezella pubescens
- Ramirezella strobilophora